# GUAM
De GUAM, de Organisatie voor Democratie en Economische Ontwikkeling, is een regionale organisatie van vier landen die deel uitmaakten van de voormalige Sovjet-Unie:
- Georgië (Georgia)
- Oekraïne (Ukraine)
- Azerbeidzjan (Azerbaijan)
- Moldavië (Moldova)

Het doel van deze organisatie is de inmenging en invloed van Rusland tegen te gaan. De organisatie werd opgericht in 1997.
In 1999 werd ook Oezbekistan lid, reden waarom de naam in GUUAM werd veranderd. In 2005 trok Oezbekistan zich echter uit de organisatie terug en de oorspronkelijke benaming GUAM werd opnieuw van kracht.